# Barbican Centre
El Barbican Centre es un centro artístico situado en la City de Londres, Inglaterra (Reino Unido), en el corazón del Barbican Estate. Inaugurado en 1982, es uno de los más grandes de Europa: alberga conciertos de música clásica y contemporánea, representaciones teatrales, proyecciones cinematográficas y exhibiciones de arte. En la sala de conciertos tienen su sede la Orquesta Sinfónica de Londres y la Orquesta Sinfónica de la BBC.
El centro pertenece a la Corporación de la City de Londres, la tercera mayor fundación de arte del Reino Unido. Se construyó en 1982 como "un regalo de la ciudad a la nación", al coste de 161 millones de libras. Según una encuesta realizada por la BBC, el edificio está considerado el más feo de Londres.

## Historia
El centro fue fruto de un largo período de gestación, durante el cual se terminó el complejo residencial circundante: el Barbican Estate. Se encuentra situado en un área que fue intensamente bombardeada durante la Segunda Guerra Mundial. Esta área devastada fue objeto de una reconstrucción siguiendo las teorías de la arquitectura moderna, con bloques abiertos y zonas peatonales amplias entre los edificios. Estos se construyeron con un lenguaje brutalista, con predominio del hormigón. La imagen general de toda esta área es muy diferente del Londres clásico, lo que ha generado polémicas desde su construcción.

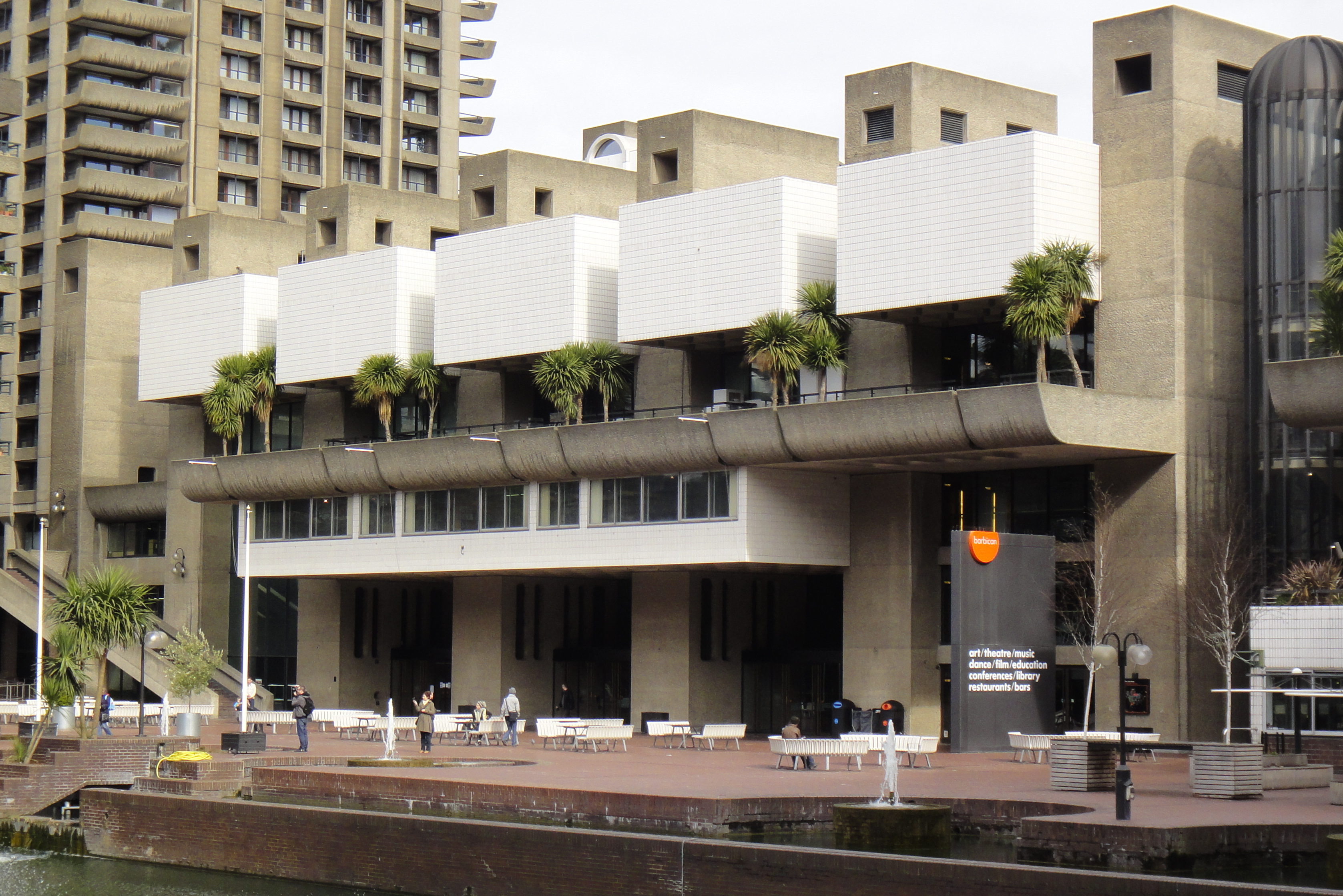

El centro es un complejo edificio de varios niveles y numerosas entradas. En el exterior se encuentra una plaza con una estanque. Los recorridos están marcados con líneas de colores en el suelo, para guiar a los visitantes a través de la maraña de recorridos hasta su destino.
El centro fue diseñado por los arquitectos Chamberlin, Powell y Bon. En septiembre de 2001, la ministra de cultura Tessa Blackstone anunció que el complejo sería catalogado como de grado 3 por su especial interés arquitectónico, su cohesión urbana y la ambición del proyecto.
A mediados de los años 1990, Theo Crosby realizó una operación cosmética en el centro, que consistió en añadir esculturas y ornamentos al modo del movimiento Arts and Crafts. En 2005, el complejo experimentó una reforma aún mayor. Los arquitectos de Allford Hall Monaghan Morris diseñaron una completa reforma de las circulaciones y la señalización, en sintonía con el estilo brutalista original del edificio. Se añadió un puente interior que comunica el área del vestíbulo del Silk Street con el vestíbulo de la zona del lago.
El acceso de Silk, que anteriormente era para vehículos, se reformó para darle un carácter peatonal, y se lo convirtió en la entrada principal del complejo. Durante esta rehabilitación se eliminó gran parte de la decoración añadida durante la reforma anterior.
La torre del teatro se forró de vidrio transformándose en un conservatorio. La reforma integral del edificio ha sido reconocida con el Premio del RIBA.
La acústica de la sala principal ha suscitado cierta controversia: algunos la consideran atractivamente cálida, pero otros afirman que es demasiado seca para conciertos de orquesta completa. En 1994, el ingeniero acústico estadounidense Larry Kirkegaard supervisó una remodelación total de la acústica interior, que logró "una perceptible mejora en el control del eco y de la absorción acústica".

## Instalaciones
El centro cuenta con numerosas salas y espacios artísticos:
- Barbican Hall, una sala de conciertos para 1949 espectadores.
- Barbican Theatre, un teatro de 1166 localidades.
- The Pit, un teatro adaptable con capacidad para 200 asistentes.
- Barbican Art Gallery y el pequeño anexo con forma de herradura, Curve.
- Barbican Cinema, tres salas de cine con 288, 255 y 155 asientos.
- Espacios informales para actividades escénicas.
- 3 restaurantes.
- 7 salas de conferencias y 2 espacios para exhibiciones.

En las cercanías del Centro, aunque sin formar parte de él, se encuentran la Guildhall School of Music and Drama y la Biblioteca Barbican Municipal. Cerca de allí, en Aldersgate, se encuentra el Museo de Londres.

## Estaciones de tren cercanas
- Estación Barbican
- Estación Farringdon
- Estación Moorgate
- Estación de Liverpool Street